# 热带风暴尼古拉斯
热带风暴尼古拉斯（英語：Tropical Storm Nicholas）是2003年大西洋飓风季10至11月间存在的一场持续时间较长的热带风暴。系统源于10月13日热带大西洋中部的一股东风波，其存在期间一直受到中等强度风切变影响，因此发展速度较为缓慢。尼古拉斯的深层对流缓慢组织，于10月17日达到风力时速110公里的最高强度。风暴存在的大部分时间里都在向西北偏西方向移动，之后转向北上，并因风切变增多而减弱。风暴再度转向西进并有短暂增强，之后又一次转向北上，于10月24日转变成温带气旋。成为温带风暴后，尼古拉斯以环状路径向西移动，之后一星期里，风暴前进方向很不稳定，并逐渐组织成热带低气压，再由另一片不具备热带天气系统特征的低气压吸收。低气压继续向西移动，穿越佛罗里达州后最终于11月5日在美国墨西哥湾沿岸地区上空消散。
尼古拉斯在热带气旋阶段没有对陆地产生影响，之后吸收系统的低气压也只产生了一些降水、阵风和大浪。吸收尼古拉斯的低气压几乎发展成了热带气旋，但由于受到中等强度的风切变限制，系统无法得到进一步发展。

## 气象历史
10月9日，一股东风波离开非洲海岸向西移动，于10月10日发展出广阔的低气压区。10月12日清晨，位于佛得角群岛西南方向约1300公里海域的低气压区周围组织出对流。随着外界环境中的上层风变得更加有利，系统的组织性得以改善，只是环流中心起初还保持在暴雨区的西侧。包裹大规模环流的表面环流朝最深层对流的西部边缘附近位置移动，美国国家飓风中心估计系统于10月13日在佛得角群岛西南偏西方向约1660公里洋面发展成第十九号热带低气压。
由于所处海域存在中等强度的西南向风切变，低气压的组织较为缓慢，到10月14日清晨，红外线卫星云图上仍然没有呈现出明确的风暴中心。低气压向西北偏西方向移动并逐渐强化，于10月14日晚在向风群岛以东约1930公里洋面升级成热带风暴并获名“尼古拉斯”（Nicholas）。10月15日，深层对流的结构已有显著改善，只是风暴中心仍然与降雨活动区的最深层位置分离。受北面的中层高压脊影响，风暴向西北偏西方向前进，虽受风切变的不利影响但仍继续增强。10月16日，由于垂直风切变减少，并且上空有更有利于热带天气系统发展的反气旋存在，尼古拉斯的组织结构得到大幅改善，带状特征和对流格局都变得更加层次分明。气旋继续增强，于10月17日在背风群岛以东约1410公里海域达到风力时速110公里的最高强度。经德沃夏克分析法估算，尼古拉斯有达到飓风强度标准的潜力，但微波图像显示风暴结构混乱，没有任何迹象表明其中存在眼状特征。

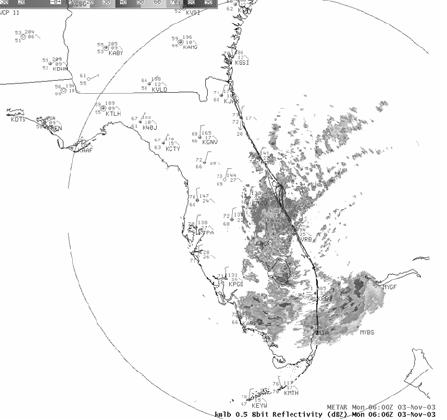
低气压吹袭佛罗里达州的卫星图像

达到最高强度后不久，尼古拉斯因西南向风切变增多而减弱，环流中心也短暂从深层对流中暴露出来。由于副热带高压脊出现缺口，风暴于10月18日转向北上。10月20日，尼古拉斯略向西面转向，系统风速此后降至热带风暴的最低标准。对流大幅消散，但出乎气象机构预料的是，气旋再度爆发出深层对流并因此强化。风速提高到每小时85公里后，尼古拉斯再度因风切变增多而减弱，并在转向西北移动后于10月23日降级成热带低气压。受副热带高气压出现缺口的影响，气旋转向北上，在退化成残留低气压后于10月24日失去热带天气系统特征，转变成温带气旋。风暴残留接下来的行进路线形成大规模的逆时针环，气旋向西移动，并于10月29日短暂增强成温带风暴。系统继续沿西南方向一股不具备热带天气系统特征的低气压关联的暖锋向西移动，移动路线形成第二个逆时针环并南下。10月30日，系统残留的下层环流上空有对流增长，美国国家飓风中心认为，朝水温较高海域前进的系统有潜力发展成热带或亚热带气旋。系统再次以小规模逆时针环形路径前进，于10月31日组织成热带低气压。低气压转向西进，朝一片不属热带天气系统的低气压靠近，于11月1日与其融合。
11月1日，吸收尼古拉斯的天气系统中有对流增长，美国国家飓风中心表示系统随着有可能发展成热带或亚热带气旋。低气压继续快速向西移动，在此期间只产生有零散的对流，于11月3日穿越佛罗里达州。系统进入墨西哥湾后转向西北偏西，尚未得到进一步发展便于11月4日登陆路易斯安那州东南部。系统继续向内陆行进并迅速减弱，最终于11月5日在路易斯安那州和密西西比州上空逐渐消散。

## 影响、纪录和命名
吸收尼古拉斯的低气压给巴哈马和佛罗里达州带云局部暴雨，墨西哥湾北部沿岸也有部分地区受到影响。低气压产生的阵风给佛罗里达州东部和西部沿海带去强烈的海潮和离岸流，系统雨带登岸之时，卡纳维拉尔角记录下时速55公里的阵风。低气压还在美国东岸沿海产生0.6至1.2米的涌浪。总体而言，没有任何报道表明尼古拉斯及其后的低气压有造成任何人员伤亡或财产损失。
美国国家飓风中心在实际操作中决定，如果吸收尼古拉斯的低气压之后发展成热带或亚热带风暴，就会以“奥德特”（Odette）来为其命名。在飓风季后的分析中，该机构曾考虑将系统归类为未经编号的热带低气压，但最终因缺乏系统存在热带天气系统特征的证据而作罢。。如果尼古拉斯达到飓风强度，那么它将成为1900年以来于10月在热带大西洋深处成为飓风的8个热带气旋之一。